# Pam Teeguarden
Pam Teeguarden (17 de Abril de 1955) é uma ex-tenista profissional estadunidense.

## WTA Tour finais

### Simples 2
| Legenda           |   |
| Grand Slam        | 0 |
| WTA Championships |   |
| Tier I            | 0 |
| Tier II           | 1 |
| Tier III          | 0 |
| Tier IV & V       | 0 |
| Olimpíadas        | 0 |

| Posição | N. | Data            | Torneio                   | Piso  | Oponente      | Placar   |
| Vice    | 1. | Junho 16, 1978  | Chichester, Inglaterra    | Grama | Evonne Cawley | 4–6, 4–6 |
| Vice    | 2. | Janeiro 9, 1984 | Nashville, Tennessee, EUA | Duro  | Jenny Klitch  | 2–6, 1–6 |

### Duplas 4 (3–1)
| Legenda           |   |
| Grand Slam        | 1 |
| WTA Championships | 4 |
| Tier I            |   |
| Tier II           | 0 |
| Tier III          | 0 |
| Tier IV & V       | 0 |
| Olimpíadas        | 0 |

| Títulos por Piso |   |
| Duro             | 2 |
| Saibro           | 1 |
| Grama            | 0 |
| Carpete          | 0 |

| Posição | N. | Data              | Torneio                      | Piso   | Parceira         | Oponentes                   | Placar        |
| Campeã  | 1. | Junho 5, 1977     | Roland Garros, França        | Saibro | Regina Maršíková | Rayni Fox Helen Gourlay     | 5–7, 6–4, 6–2 |
| Vice    | 2. | Janeiro 29, 1978  | Los Angeles, California, EUA | Duro   | Greer Stevens    | Betty Stöve Virginia Wade   | 3–6, 2–6      |
| Campeã  | 3. | Agosto 20, 1978   | Canadian Open, Canada        | Duro   | Regina Maršíková | Chris O'Neil Paula Smith    | 7–5, 6–7, 6–2 |
| Campeã  | 4. | Setembro 14, 1980 | Salt Lake City, Utah, EUA    | Duro   | Virginia Ruzici  | Kathy Jordan JoAnne Russell | 6–4, 7–5      |

### Duplas Mistas 2 (1–1)
| Legenda           |   |
| Grand Slam        | 1 |
| WTA Championships | 0 |
| Tier I            | 0 |
| Tier II           | 0 |
| Tier III          | 0 |
| Tier IV & V       | 0 |
| Olimpíadas        | 0 |

| Títulos por Piso |   |
| Duro             | 2 |
| Saibro           | 1 |
| Grama            | 0 |
| Carpete          | 0 |

| Posição | N. | Data             | Torneio             | Piso   | Parceira      | Oponentes                      | Placar   |
| Campeã  | 1. | Setembro 8, 1974 | US Open, EUA        | Grama  | Geoff Masters | Jimmy Connors Chris Evert      | 6–1, 7–6 |
| Vice    | 2. | Junho 15, 1975   | French Open, França | Saibro | Jaime Fillol  | Thomas Koch Fiorella Bonicelli | 4–6, 6–7 |